# Jetstar Asia Airways
Jetstar Asia Airways Pte Ltd (que opera como Jetstar Asia) es una aerolínea de bajo coste con sede en Singapur. Es una de las ramas asiáticas de Jetstar Airways, la filial low-cost de la aerolínea australiana Qantas. Opera servicios a destinos regionales en el sudeste asiático a países como Birmania, Camboya, Malasia, Filipinas, Tailandia y Vietnam. También vuela en rutas regionales de Asia Oriental, tales como Japón, Taiwán y Hong Kong. Es la principal aerolínea de conexión para su matriz Jetstar Airways para los pasajeros que vuelan a Australia. Sus aerolíneas hermanas incluye a Jetstar en Nueva Zelanda, Jetstar Pacific en Vietnam y Jetstar Japan.

## Antecedentes
Jetstar Asia fue lanzada en 2004 como una asociación entre Qantas, sosteniendo el 49% de la compañía, el empresario de Singapur Tony Chew (22%), FF Wong (10%) y la compañía de inversiones del gobierno de Singapur, Temasek Holdings (19%). Recibió el certificado de operador aéreo del gobierno de Singapur el 19 de noviembre de 2004.
Debido a su entrada tardía en el mercado, la aerolínea se diferenció de sus competidores por volar más lejos, a cualquier lugar dentro de un radio de 5 horas desde Singapur, mientras que sus competidoras volaban a destinos dentro de un radio de 4 horas desde Singapur. La aerolínea anunció 7 rutas a Shanghái, Hong Kong, Taipéi, Pattaya, Yakarta, Surabaya y Manila; el plan de arranque más ambicioso comparado con cualquiera de sus rivales asiáticas, lo que le daría un alcance internacional más amplio.
La venta de pasajes en línea se inició a las 08.00 horas (8GMT) el 7 de diciembre de 2004, las tres primeras hojas de ruta y sus premios promocionales se dieron a conocer al día siguiente, es decir S$48 (HK$228) a Hong Kong, S$88 (NT1788) a Taipéi y S$28 (Bht725) a Pattaya en un billete de ida para todos los asientos en la primera semana de operaciones. Los vuelos a Manila comenzaron en 2005. Como parte de su diferenciación, Jetstar voló al Aeropuerto Internacional Ninoy Aquino en vez del más barato Aeropuerto Internacional de Clark en Ángeles.

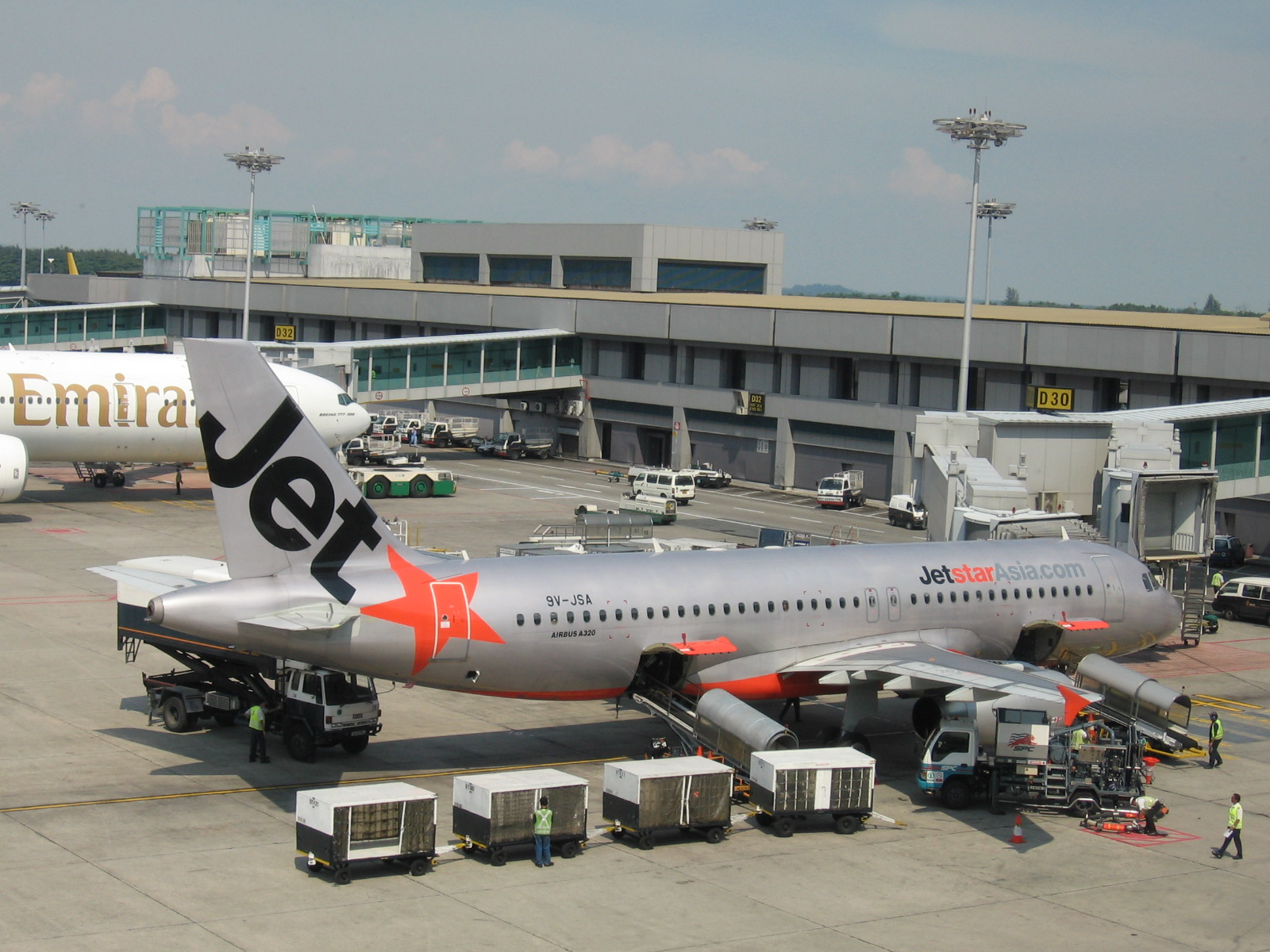
Airbus A320 de Jetstar Asia Airways en Singapur-Changi.

Sin embargo, los servicios a determinados destinos anunciados (Shanghái, Yakarta y Surabaya) no se pudieron iniciar. El no inicio de los vuelos a Shanghái fue porque la autoridad de aviación de China no permitía a aerolíneas de bajo coste extranjera volar a los aeropuertos de Shanghái y Pekín. Los vuelos a Indonesia no fueron permitidos ya que el gobierno de Indonesia emprendió una política de proteccionismo. Los vuelos existentes de compañías aéreas de bajo coste, como los vuelos de Valuair a Yakarta y Denpasar así como los servicios de Tiger Airways a Padang, no fueron revocados.

## Línea de tiempo
A pesar de enfrentar un mercado difícil, Jetstar Asia recibió su quinto avión en 2005 y buscó la aprobación de nuevas rutas. Tenía previsto arrendar un avión de Atlasjet Airways, pero el contrato de arrendamiento fue posteriormente retirado. Se mantuvieron conversaciones con Qantas como fuente de aviones adicionales. En 2005, comenzó a buscar la aprobación de las autoridades camboyanas para viajar a Phnom Penh y Siem Reap, y finalmente se le concedieron los derechos de tráfico.
Pisándole los talones al éxito de Tiger Airways en la ruta a Phuket, Jetstar Asia anunció 4 vuelos semanales a Phuket. Los vuelos se iniciaron el 25 de octubre de 2005, sin embargo, debido a las demandas inconsistentes y mejores oportunidades en otros lugares, anunció la suspensión de la ruta el 27 de marzo de 2008
A finales de diciembre, estaba claro que Jetstar Asia se desangraba y sus inversores estaban luchando para financiar la aerolínea. El 2 de diciembre de 2005, se anunció que su director ejecutivo (CEO), Ken Ryan, dejaba el cargo para volver a Australia. Ryan asumiría un nuevo papel de gestión en Orange Star y fue reemplazado al frente de Neil Thompson. El 9 de febrero de 2006, Jetstar Asia nombró a Chong Phit Lian como nuevo director general de la aerolínea, en sustitución de CEO interino Neil Thompson.
El 26 de julio de 2006, Qantas decidió re-posicionar sus dos empresas Jetstar en Australia y Singapur como una sola marca. Esto fue seguido por el lanzamiento de operaciones de larga distancia desde Australia a seis destinos en el sudeste de Asia.
El 15 de septiembre de 2006, Jetstar Asia se convirtió en la primera aerolínea internacional en aterrizar en el Aeropuerto Internacional Suvarnabhumi en Bangkok.
El 16 de abril de 2008, Jetstar Asia anunció que había reportado ganancias antes de lo previsto, y por delante de su rival local Tiger Airways. Ambos aerolíneas hermana, Jetstar Asia y Valuair, vieron un aumento del 20% en sus ingresos, un aumento del 4% de ocupación y 20% en el transporte de pasajeros. El CEO de la aerolínea atribuyó el éxito a un mejor conocimiento de la marca, así como el incremento en la utilización de aeronaves, el crecimiento de los ingresos y a la ampliación de la base de ingresos.
El 16 de abril de 2008, la compañía anunció que había alcanzado rentabilidad correspondiente al año finalizado el 31 de marzo de 2008, con un incremento del 20% en el número de pasajeros transportados y un factor de ocupación de más del 75%, un aumento del 4% con respecto al año anterior. Jetstar Asia transportó a 2,7 millones de pasajeros durante el año hasta el 30 de junio de 2011, un incremento del 18% respecto al año anterior, y vio aumentar los ingresos por pasajero y kilómetro en un 39,7%, y se iniciaron los vuelos de larga distancia desde Singapur a Auckland y Melbourne utilizando aeronaves Airbus A330.
En marzo de 2011, Jetstar inició vuelos a Hangzhou, China.
En junio de 2025, el Grupo Qantas anunció el cierre inminente de Jetstar Asia debido a pérdidas financieras sostenidas asociadas con el aumento de la competencia en la región y un fuerte aumento en los costos. El último vuelo de la aerolínea tuvo lugar el 31 de julio de 2025.

## Fusión con Valuair
Jetstar Asia y Valuair, otra compañía aérea con sede en Singapur, se fusionaron el 24 de julio de 2005, en la primera gran consolidación de la industria de la aviación de bajo costo en el disputado y competitivo Sureste de Asia. Las aerolíneas emitieron una declaración conjunta diciendo que, mientras tanto, continuarían operando sus rutas normales con sus propias marcas con poco o ningún cambio en el servicio ofrecido por cualquiera de las aerolíneas. El CEO de Qantas y presidente de Jetstar Asia Geoff Dixon presidido la nueva compañía. El CEO de Jetstar Asia, Chong Phit Lian, fue designado director ejecutivo de ambas aerolíneas. La nueva compañía debía recibir una inyección de efectivo de más de 50 millones de dólares singapurenses en capital fresco en la nueva entidad, en gran parte proporcionado por Qantas. Los accionistas de Valuair, incluyendo veterano de la industria aérea Lim Chin Beng, Star Cruises de Malasia y Asiatravel.com, se convirtieron en accionistas minoritarios de la compañía fusionada, Orange Star. Qantas posee el 42,5% de ambas aerolíneas después de la fusión.
En octubre de 2014, a raíz del levantamiento de las restricciones del Gobierno de Indonesia a las operaciones de aerolíneas de bajo coste de propiedad extranjera en el país, Valuair fue disuelta y sus vuelos fueron absorbidos por Jetstar Asia el 26 de octubre de 2014.

## Cambios de gestión
En diciembre de 2011 la aerolínea anunció que el CEO Chong Phit Lian abandonaría su cargo del 1 de febrero de 2012 tras estar en la aerolínea durante seis años, para buscar oportunidades fuera del sector de la aviación. Chong seguiría siendo miembro de la junta de Jetstar Asia; Mientras tanto Paul Daff, anteriormente director de Jetconnect, la aerolínea filial del Grupo Qantas en Nueva Zelanda y anteriormente director comercial en Jetstar Asia, actuó como CEO interino mientras se contrataba un sucesor.
En marzo de 2012 se anunció que Barathan Pasupathi, exdirector financiero de Jetstar Asia, había sido nombrado CEO, asumiendo el cargo el 2 de julio de 2012.

## Destinos
Jetstar Asia vuela desde Singapur a 30 ciudades en 12 países de Asia y Australia.

### Acuerdos de código compartido
Jetstar Asia Airways tiene acuerdos de código compartido con las siguientes aerolíneas:
- Emirates
- Finnair
- Qantas
- SriLankan Airlines

Además de los acuerdos de código compartido anteriores, Jetstar Asia también tiene acuerdos interlineales con las siguientes aerolíneas:
- Air France
- British Airways
- Lufthansa
- China Southern Airlines
- Turkish Airlines
- KLM
- Fiji Airways[15]
- Air Mauritius

## Flota
La flota de Jetstar Asia Airways se compone de las siguientes aeronaves, con una edad media de 9 años (hasta febrero de 2024):
| Aeronave        | En servicio | Pedidos | Pasajeros | Pasajeros | Pasajeros | Notas |
| Aeronave        | En servicio | Pedidos | J         | Y         | Total     | Notas |
| --------------- | ----------- | ------- | --------- | --------- | --------- | ----- |
| Airbus A320-232 | 9           | 0       | —         | 180       | 180       |       |
| Total           | 9           | 0       |           |           |           |       |

### Asientos
Los asientos de las aeronaves de Jetstar Asia son de piel con una distancia entre asientos de 30 pulgadas y los pasajeros pueden comprar en línea y seleccionar el asiento.

### Alimentos y bebidas
Los pasajeros pueden comprar alimentos y bebidas a bordo desde el menú de Jetstar Café. En vuelos selectos, los pasajeros pueden realizar la pre-compra y seleccionar sus comidas en línea.